# Нью-Віндзор (Нью-Йорк)
Нью-Віндзор (англ. New Windsor) — місто (англ. town) в США, в окрузі Орандж штату Нью-Йорк. Населення — 27 805 осіб (2020).

## Демографія
Згідно з переписом 2010 року, у місті мешкали 25 244 особи в 9291 домогосподарстві у складі 6576 родин. Було 9862 помешкання
Расовий склад населення:
| - 74,7 % — білих - 11,5 % — чорних або афроамериканців - 3,5 % — азіатів - 0,2 % — корінних американців - 6,5 % — осіб інших рас |

До двох чи більше рас належало 3,6 %. Частка іспаномовних становила 19,5 % від усіх жителів.
За віковим діапазоном населення розподілялося таким чином: 24,3 % — особи молодші 18 років, 63,1 % — особи у віці 18—64 років, 12,6 % — особи у віці 65 років та старші. Медіана віку мешканця становила 39,2 року. На 100 осіб жіночої статі у місті припадало 95,4 чоловіків;  на 100 жінок у віці від 18 років та старших — 92,0 чоловіків також старших 18 років.
Середній дохід на одне домашнє господарство  становив 95 169 доларів США (медіана — 77 210), а середній дохід на одну сім'ю — 113 189 доларів (медіана — 93 325). Медіана доходів становила 51 983 долари для чоловіків та 51 554 долари для жінок. За межею бідності перебувало 4,6 % осіб, у тому числі 3,9 % дітей у віці до 18 років та 7,7 % осіб у віці 65 років та старших.
Цивільне працевлаштоване населення становило 13 586 осіб. Основні галузі зайнятості: освіта, охорона здоров'я та соціальна допомога — 26,4 %, роздрібна торгівля — 14,1 %, транспорт — 9,6 %, публічна адміністрація — 7,9 %.